# Läther
Albums de Frank Zappa
The Lost Episodes
(1996) Frank Zappa Plays the Music of Frank Zappa: A Memorial Tribute
(1996)
Läther est un album posthume de Frank Zappa sorti le 24 septembre 1996.

## Histoire
En 1977, Frank Zappa veut produire un coffret à huit faces (quatre disques) qu’il intitule Läther et qui doit représenter son travail en studio, sur scène et d’orchestration. Mais la compagnie qui doit le distribuer, la Warner, refuse de le publier. Au lieu de quoi, le contenu de ce disque « perdu » apparaîtra éparpillé sur quatre albums différents : Zappa in New York, Studio Tan, Sleep Dirt et Orchestral Favorites, commercialisés par la Warner sans l'accord de Zappa. D’autres bouts seront aussi présents sur Shut Up 'N' Play Yer Guitar et Zoot Allures. En décembre 1977, sur les ondes de la radio de Pasadena KROQ, il diffuse Läther dans son intégralité en déclarant au micro « C’est Frank Zappa, je suis votre disc-jockey temporaire, prenez votre petit appareil à cassette et enregistrez cet album qui ne sera peut-être jamais disponible pour le grand public ». Il attaque ensuite la Warner en justice et crée son propre label, Zappa Records.
Un tirage de 400 exemplaires du coffret 4 LP sera pressé en 1977, essentiellement pour les radios, mais il n'en a pas été fait commerce pour le grand public. Sa famille publie l'œuvre en CD, telle qu'elle était conçue au départ, en 1996, trois ans après son décès.

## Liste de titres

### Disque 1
1. Re-gyptian Strut — 4 min 36 s
2. Naval Aviation In Art — 1 min 32 s
3. A Little Green Rosetta — 2 min 48 s
4. Duck Duck Goose — 3 min 01 s
5. Down In De Dew — 2 min 57 s
6. For The Young Sophisticate — 3 min 14 s
7. Tryin' To Grow A Chin — 3 min 26 s
8. Broken Hearts Are For Assholes — 4 min 40 s
9. The Legend Of The Illinois Enema Bandit — 12 min 43 s
10. Lemme Take You To The Beach — 2 min 46 s
11. Revised Music For Guitar & Low Budget Orchestra — 7 min 36 s
12. RDNZL — 8 min 14 s

### Disque 2
1. Honey, Don't You Want A Man Like Me — 4 min 56 s
2. The Black Page #1 — 1 min 57 s
3. Big Leg Emma — 2 min 11 s
4. Punky's Whips — 11 min 06 s
5. Flambé — 2 min 05 s
6. The Purple Lagoon — 16 min 22 s
7. Pedro's Dowry — 7 min 45 s
8. Läther — 3 min 50 s
9. Spider Of Destiny — 2 min 40 s
10. Duke Of Orchestral Prunes — 4 min 21 s

### Disque 3
1. Filthy Habits — 7 min 12 s
2. Titties'n'Beer — 5 min 23 s
3. The Ocean Is The Ultimate Solution — 8 min 32 s
4. The Adventures of Greggery Peccary — 21 min 00 s
5. Regyptian Strut (1993) — 4 min 42 s
6. Leather Goods — 6 min 01 s
7. Revenge Of The Knick Knack People — 2 min 25 s
8. Time Is Money — 3 min 04 s

## Musiciens
- Frank Zappa – guitare, chant, percussions
- George Duke – synthétiseur
- John Berkman – piano
- Pamela Goldsmith – violon
- Murray Adler – violon
- Sheldon Sanov – violon
- Jerry Kessler – violoncelle
- Edward Meares – basse
- Bruce Fowler – trombone
- Don Waldrop – trombone
- Jock Ellis – trombone
- Dana Hughes – trombone
- Earle Dumler – hautbois
- Joann Caldwell – McNab - basson
- Mike Altschul – flûte
- Graham Young – trompette
- Jay Daversa – trompette
- Malcolm McNab – trompette
- Ray Reed – flûte
- Victor Morosco – saxophone
- John Rotella – bois
- Alan Estes – percussions
- Emil Richards – percussions
- Tom Fowler – basse
- Chester Thompson – batterie
- Davey Moire – chant
- Eddie Jobson – synthétiseur
- Max Bennett – basse
- Paul Humphrey – batterie
- Terry Bozzio – batterie
- Don Pardo – sophisticated narration
- Chad Wackerman – batterie
- Don Brewer – bongos
- James "Bird Legs" Youmans – basse
- Ruth Underwood – percussions, synthétiseur
- James "Bird Legs" Youman – basse, guitare
- Patrick O'Hearn – basse
- Dave Parlato – basse
- Don Pardo — chant
- Ray White — guitare rythmique, chant
- David Samuels — vibraphone
- Randy Brecker — trompette
- Michael Brecker — saxophone ténor, flûte
- Lou Marini — alto saxophone, flûte
- Ronnie Cuber — saxophone baryton, clarinette
- Tom Malone — trombone, trompette, piccolo
- John Bergamo — percussion over-dub
- Ed Mann — percussion over-dub

## Production
- Production : Frank Zappa
- Ingénierie : Spencer Chrislu, David Dondorf
- Direction musicale : Frank Zappa
- Conception pochette : Dweezil Zappa
- Réalisation pochette : Steven Jurgensmeyer